# マリーゴールド・ワールド王座
マリーゴールド・ワールド王座（Marigold World Championship）は、マリーゴールドが管理・認定している王座。

## 概要
旗揚げを前にした2024年5月16日、マリーゴールドの代表であるロッシー小川はアントニオ猪木が獲得した王座にあやかったマリーゴールド・ユナイテッド・ナショナル王座、タッグ王座にあたるマリーゴールド・ツインスター王座、55kg以下の軽量級を対象としたマリーゴールド・スーパーフライ級王座、そして団体最高峰のマリーゴールド・ワールド王座の新設を発表。チャンピオンベルトは5月20日の旗揚げ戦でマリーゴールド・ユナイテッド・ナショナル王座と共にお披露目された。
5月20日の旗揚げ戦で7月13日に両国国技館大会が開催されることが発表され、そのメインとしてジュリア vs Sareeeが行われることが発表されるが、その旗揚げ戦で右手首を負傷したジュリアが「右橈骨遠位端骨折」で長期欠場となり両国大会への出場が危ぶまれる。しかし右手首にプレートを入れる手術を行うなど回復に努め、7月10日に主治医から出場の許可が出て、ジュリア vs Sareeeが正式に決定。7月12日の前日会見でこのカードがワールド王座の初代王座決定戦として行われることが発表された。
7月13日、両国国技館のメインで初代王座決定戦が行われ、Sareeeがレフェリーストップでジュリアを下し初代王者となった。

## 歴代王者
| 歴代  | 王者     | 戴冠回数 | 防衛回数 | 獲得日         | 獲得場所 備考（対戦相手） |
| ----- | -------- | -------- | -------- | -------------- | ------------------------- |
| 初代  | Sareee   | 1        | 2        | 2024年07月13日 | 両国国技館 （ジュリア）   |
| 第2代 | 林下詩美 | 1        | 4        | 2025年01月03日 | 大田区総合体育館          |